# Escut i bandera d'Antella
L'escut i la bandera d'Antella són els símbols representatius d'Antella, municipi del País Valencià, a la comarca de la Ribera Alta.

## Escut heràldic
L'escut oficial d'Antella té el següent blasonament:
| « | Escut quadrilong de punta redona, partit i mig truncat. Al primer quarter, en camp d'or, una torre del seu color, maçonada de sable. Al segon quarter, en camp d'argent, un assut del seu color, sobre ones d'argent i atzur. Al tercer quarter, en camp d'or, una àguila alaestesa de sable. Per timbre, corona reial oberta. | » |

## Bandera
La bandera oficial d'Antella té la següent descripció:
| « | Bandera de proporcions 2:3. partida per mitat vertical. Primera, la torre del seu color, en camp groc. En la segona, l'assut amb tres ones de blau i plata o gris perla. | » |

## Història
L'escut s'aprovà mitjançant la Resolució de 29 d'agost de 2006, del conseller de Justícia, Interior i Administracions Públiques, publicada al DOGV núm. 5.345, de 13 de setembre de 2006.
La bandera s'aprovà per Resolució de 18 de novembre de 2010, del conseller de Solidaritat i Ciutadania, publicada en el DOCV núm. 6.401, de 19 de novembre de 2010.
S'hi representen dos dels elements més característics del poble: la torre àrab, vestigi de l'antic castell palau, i l'assut d'Antella vora el Xúquer amb la Casa de les Comportes, des d'on parteix la Séquia Reial. La tercera partició mostra les armes de Miquel de Salvador, primer baró d'Antella el 1568.